# أرمين ديل كايزر
أرمين ديل كايزر (بالإنجليزية: Armin Dale Kaiser)‏ (من مواليد 10 نوفمبر 1927، في بيكوا، أوهايو) هو عالم كيمياء حيوية أمريكي وعالم وراثة جزيئية وعالم أحياء جزيئية وعالم أحياء.

## السيرة الذاتية
حصل كايزر في عام 1950 درجة البكالوريوس من جامعة بوردو، ثم تلقى درجة الدكتوراه في عام 1955 من معهد كاليفورنيا للتقنية في علم الأحياء. عمل كايزر في معهد كاليفورنيا للتقنية بمجموعة ماكس ديلبروك وحصل على درجة الدكتوراه في علم الأحياء تحت إشراف جان ويغل مع أطروحة التحليل الوراثي لبكتيريا لامدا. أكمل كايزر في عام 1956 دراسات ما بعد الدكتوراه في معهد باستير في باريس (حيث كان يعمل في مجموعة فرانسوا جاكوب)، وبعد ذلك أصبح مدربًا ثم أستاذًا مساعدًا في علم الأحياء الدقيقة في عام 1958 في جامعة واشنطن في سانت لويس. أصبح كايزر في عام 1959 أستاذًا مساعدًا في جامعة ستانفورد، حيث أصبح في عام 1966 أستاذًا للكيمياء الحيوية في كلية ستانفورد، كما شغل هناك منصب أستاذ في علم الأحياء التطوري منذ عام 1989.
تركزت أبحاث كايزر في بداية حياته المهنية على الوراثة الجزيئية لبكتيريا لامدا، وأعرب عن قلقه بوجه خاص إزاء آليات المكافحة لدورة المستذيب. وجد كايزر أحد الأمثلة الأولى للتنظيم الذاتي (للجين سي، الجين القامعي لبكتيريا لامدا)، وأكمل العمل في وقت لاحق على بروتينات تشابيرون الجزيئية. وأصبحت بعض الأساليب التي وضعهتا مختبرات كايزر مهمة في الهندسة الوراثية.
كان كايزر يعمل في السبعينات على البيولوجيا التنموية من أسراب الجرثومة المخاطية. قام فريق من المختبر في عام 2000 بإجراء أبحاث عن الطرق الجينية والبيوكيميائية للسيطرة على وسلوك انتشار الأنواع البكتيرية لأسراب الجرثومة المخاطية، حيث وجدوا أن تلك المجموعات عندما تشعر بالجوع، فإنها تتجمع معًا لتأخذ شكل الثمار، مع ما يقرب من الحويصلات. نجح مختبر كايزر في تحديد وشرح الجزي لأدوار سلسلة من الرسل الجزيئية في سلوك انتشار الأنواع البكتيرية لأسراب الجرثومة المخاطية.

## الجوائز
تلقى كايزر في عام 1970 جائزة مؤسسة الصلب الأمريكية في البيولوجيا الجزيئية، ثم جائزة ألبرت لاسكر للبحوث الطبية الأساسية في عام 1980، ثم جائزة وترفورد للعلوم الطبية الحيوية في عام 1981، وجائزة أبوت للإنجاز مدى الحياة للجمعية الأمريكية للميكروبيولوجيا في عام 1997 و وسام توماس هانت مورغان في عام 1991. انتخب كايزر عضوًا في الأكاديمية الوطنية للعلوم وعضوًا في الأكاديمية الأمريكية للفنون والعلوم في عام 1970.شغل كايزر منصب رئيس جمعية الوراثة في أمريكا في عام 1993.

## أعماله المختارة
- ألف مع مارتن دوركين كتاب الجرثومة المخاطية II، الجمعية الأمريكية للميكروبيولوجيا 1993.[14]
- ألف مع غراهام ووكر كتاب الحدود في علم الأحياء الدقيقة، الجمعية الأمريكية لعلم الأحياء المجهرية 1993

## وصلات خارجية
- السيرة الذاتية الرسمية في موقع جامعة ستانفورد
- نتائج البحث عن أرمين ديل كايزر من جوجل سكولار